# システィーン・スタローン
システィーン・ローズ・スタローン（Sistine Rose Stallone、1998年6月27日 - ）は、アメリカ合衆国の女優・モデル 。ヨハネス・ロバーツ監督のサバイバルホラー映画『海底47m 古代マヤの死の迷宮』にニコール役で出演し、女優デビューを果たした 。

## 経歴
2016年にはIMGモデルズと契約し、シャネルのファッションショーに初登場した。2016年7月号の「Glamour」に掲載され、2017年11月号の「Elle Russia」の表紙を飾った 。

## 私生活
システィーン・スタローンは、1998年に俳優のシルヴェスター・スタローンと元モデルのジェニファー・フラヴィンの次女として生まれた。システィーンと彼女の姉妹は、2018年1月に開催された第75回ゴールデングローブ賞でゴールデングローブ・アンバサダーを務めた。また、2018年には、南カリフォルニア大学に通い、コミュニケーション学の学位を取得した。

## フィルモグラフィー

### 映画
| 公開年 | 作品名                     | 役割     | 備考           |
| ------ | -------------------------- | -------- | -------------- |
| 2019年 | 海底47m 古代マヤの死の迷宮 | ニコール |                |
| 2021年 | ミッドナイト・キラー       | ヘザー   | 日本劇場未公開 |